# Sergiu Chiriacescu
Sergiu Tiberiu Chiriacescu (n. 18 octombrie 1940, comuna Unirea, județul Călărași d. 19 ianuarie 2010, Brașov) a fost un inginer român, membru corespondent al Academiei Române, rector al Universității Transilvania Brașov (1990-2004), Presedintele Consiliului Național al Rectorilor (1996-2004), senator PSD în legislatura 1996 - 2000 (ales în județul Brașov pe listele partidului PDSR).

## Activitatea didactică și academică
- absolvent, ca șef de promoție, al Institutului Politehnic Brașov (1965), Facultatea de Tehnologie a Construcțiilor de Mașini
- cadru didactic la Universitatea Transilvania din Brașov (din 1966)
- Conducăor de doctorat în specialitatea Mecaniă, Tehnică și Vibrații;
- doctor în știinte inginerești, specialitatea Mecanică Tehnică (1971)
- 1999 - prezent: membru corespondent al Academiei Române, for care i-a conferit în anul 1987 premiul AUREL VLAICU, iar în anul 2001 distincția "Serviciul credincios cu grad de Comandor".
- Doctor Honoris Causa al unor prestigioase universitǎți precum Universitatea Tehnica din Chisinau, Universitatea din Petrosani, Universitatea Tehnica Cluj-Napoca, Academia Tehnica Militara.
- din 1996: profesor onorific al "European University Neuchatel" și expert european pentru "Mechanical Engineering Higher Education"
- Membru al Comisiei Naționale de Atestare (Ministerul Învatamântului)
- Membru al Consiliului National pentru Acreditare si Atestare (C.N.A.A)
- Președintele Asociatiei Oamenilor de Știință, Filiala Brașov
- Președintele Societatii Nationale de Mecanica Teoretica si Aplicata
- Membru al Academiei de Stiinte Tehnice din Romania [1]
- Membru de onoare al European Academy for Cultural and Scientific Developments
- Referent științific oficial la revista Zentralblatt fur Mathematik (Germania)

## Activitate în domeniul socio-politic
- ianuarie-februarie 1990: Primul primar (prefect) al Județului Brașov după Revoluția din decembrie 1989;  Arhivat în 18 octombrie 2014, la Wayback Machine.
- 1990-1996: Membru în Consiliul de Prefectura si în Delegatia Pemanenta a Consiliului Judetean Brasov
- 1990-2004: Rector al Universitatii "Transilvania" din Brasov;
- 1993-1996: Vicepresedinte al Consiliului National al Rectorilor  Arhivat în 16 septembrie 2014, la Wayback Machine.
- 1996-2004: Presedinte al Consiliului National al Rectorilor  Arhivat în 16 septembrie 2014, la Wayback Machine.
- 1996-2000: Senator în Parlamentul României din partea Circumscripției Electorale Brașov (PSD). În cadrul activității sale parlamentare, Setgiu Chiriacescu  fost membru în comisia de învatamânt, știință, tineret și sport. Sergiu Chiriacescu a fost membru al delegației Parlamentului României la Adunarea Internațională a Parlamentarilor de Limbă Franceză. Sergiu Chiriacescu a fost membru în grupurile parlamentare de prietenie cu Republica Polonă și Republica Peru. De asemenea, Sergiu Chiriacescu a inițiat 2 propuneri legislative iar ambele au fost promulgate lege.
- Membru in Biroul Permanent al Asociatiei Europene a Universitatilor (CRE) (1996- prezent);
- Membru fondator al Fundației Europene Nicolae Titulescu: http://www.titulescu.eu/wp-content/uploads/2013/08/Actul-de-constituire-al-Fundatiei-Europene-Titulescu.pdf;
- Vicepreședinte al Forumului Democrat Român;
- Președintele filialei Brașov a Crucii Roșii;

## Activitate științifică
- 9 tratate științifice, dintre care o carte (in doua volume) Editura Tehnica (1970),
- carte la Editura Academiei Române (1984);
- carte in limba engleza, la Elsevier (1990);
- peste 120 de articole științifice publicate în reviste naționale și internaționale, precum Utilitas Mathematica (Canada), Mechanism and Machine Theory, Mechanics Research Communications (Marea Britanie), Revista de la Real Academia de Ciancies Exactes (Spania), Werkstatstechnik, Werkzeugmaschine International (fosta RFG), Expres Informatiia (fosta URSS), etc.
- 12 brevete de inventie